# Ottavio Festa
Ottavio Festa (Napoli, dopo il 1796 – Bari, 1854) è stato un compositore e maestro di cappella italiano.
Ha composto circa 600 composizioni prevalentemente di carattere sacro (messe, mottetti, inni, canti sacri, antifone, responsori, una cantata, due passioni), strumentali e solfeggi. Fu maestro di cappella della Basilica di S. Nicola di Bari.

## Opere
- Messa, credo e litanie «fatto appositamente per la Signora Maestra e le signore dilettanti del Venerabile Monastero di S. Benedetto, Acquaviva nel 1852»[2]
- Vieni diletta sposa, mottetto a tre voci su testo di Tommaso Ardilla «fatto nel 1837 e dedicato alle signore dilettanti e Maestra del Monastero di S. Benedetto di Acquaviva»
- Sepulto Domino., responsorio[2]
- Haec dies quam fecit Dominus, mottetto[2]
- Benedictus, Christus e Miserere a tre Voci con l'accompagnamento d'Organo
- Miserere
- Inno per la Maddonna del Soccorso